# Emmerich Daniel Bogdanich
Emmerich Daniel Bogdanich (em croata:  Mirko Daniel Bogdanić; Virovitica, Croácia, 5 de outubro de 1762 – Buda, Hungria, 31 de janeiro de 1802) foi um matemático, astrônomo, geodesista e cartógrafo croata.

## Trabalho
Seu nome está relacionada com avanços na geodésia, cartografia e astronomia.
Na literatura especializada Bogdanić é encontrado com as seguintes variantes:
- Emmerich Daniel Bogdanich, em alemão
- Mirko Daniel Bogdanić, em croata
- Imre Daniel Bogdanich, em húngaro
- Emericus Danielus Bogdanich, em latim